# Ragnar Tørnquist
Ragnar Tørnquist (nacido el 31 de julio de 1970, en Oslo, Noruega) es un escritor, y diseñador y productor de videojuegos noruego que actualmente trabaja para el estudio noruego Funcom.

## Biografía
Tørnquist estudió arte, historia e inglés en St. Clare's, Oxford entre 1987 y 1989. Entre 1989 y 1990 estudió filosofía e inglés en la Universidad de Oslo. Después de eso, entre 1990 y 1993 estudió en el Departamento de Televisión y Cine del Tisch School of the Arts de la Universidad de Nueva York. En 1994 regresó a Oslo, y comenzó a trabajar en Funcom como productor, diseñador, escritor, y director de niveles de la adaptación a videojuego de la película de 1993, Gasparín. Para 2012, Tørnquist continúa trabajando en Funcom y está trabajando en el nuevo título de la compañía, The Secret World.
A Tørnquist se le atribuye haber popularizado el término "aventura moderna" en la industria de los videojuegos. Este término se ha utilizado para describir el diseño de juegos de aventura contemporáneos que comenzaron con juegos como The Longest Journey, Broken Sword y Syberia. El pensó que era necesario acuñar un nuevo término para describir la nueva generación de juegos de aventura, dado que "las clásicas aventuras gráficas de "señalar y cliquear" estaban muertas... La idea de la "aventura moderna" es de traer a los juegos de aventura de vuelta a una posición de importancia, y usar los avances en tecnología y jugabilidad para llevar al género a la próxima generación."

## Trabajos notables
- Casper (1996)

### Como Productor/Diseñador
- Dragonheart: Fire & Steel (1996)
- The Longest Journey (1999)

### Escritor/Director
- Anarchy Online (2001)
- Dreamfall: The Longest Journey (2006)
- The Secret World (2012[4][5])

## Novelas
- Anarchy Online - Prophet Without Honour (2001)